# Église des Augustins (Wurtzbourg)
Pour les articles homonymes, voir Église des Augustins.
L'église des Augustins est une église catholique du centre-ville de Wurtzbourg ayant appartenu autrefois à l'ordre des augustins.

## Histoire

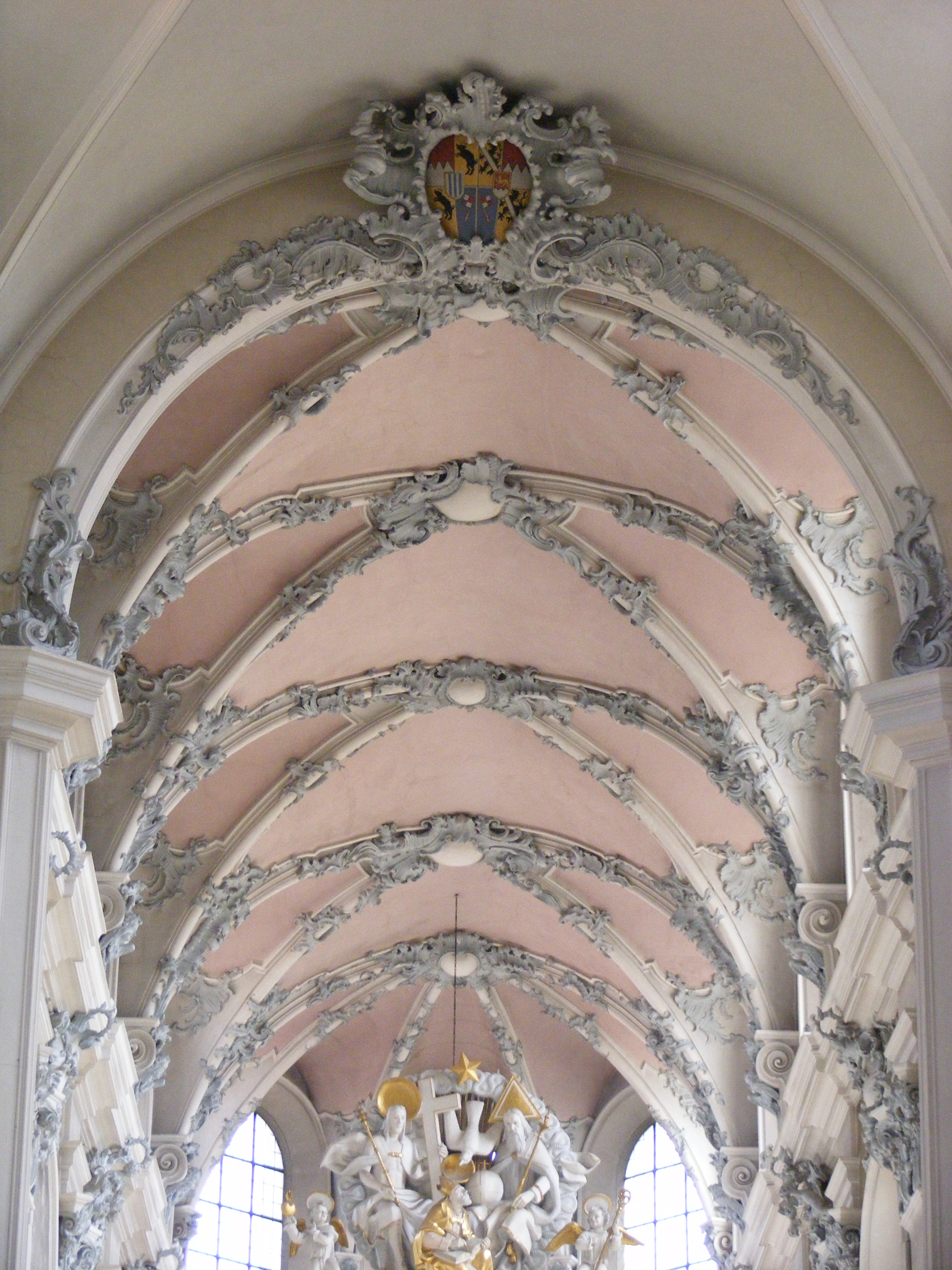
Plafond de l'église

La construction d'une église pour les augustins est lancée en 1266 par les  dominicains qui vivent à Wurtzbourg depuis 1227. L'édifice gothique est achevé en 1308.
En 1741, Johann Balthasar Neumann est chargé de la rénovation dans un style baroque. Il détruit la nef gothique et refait un ensemble du même style baroque.
En 1813, les augustins quittent leur monastère, qu'ils occupaient depuis le Moyen Âge, pour s'installer dans celui vacant des dominicains.
Durant le bombardement en 1945, l'intérieur est quasiment brûlé. L'église est rénovée et réaménagée dans le style baroque. Un orgue est installé en 1995.

## Source, notes et références
- (de) Cet article est partiellement ou en totalité issu de l’article de Wikipédia en allemand intitulé « Augustinerkirche (Würzburg) » (voir la liste des auteurs).